# Lalla Malika
Lallā Malīka - in arabo للا مليكة‎? - è una Jinniyya della mitologia marocchina, spirito conosciuto e benvoluto del folklore marocchino.
Lallā Malīka è uno dei tanti jinn (termine arabo-islamico che designa uno spirito che può essere sia di natura sia benevola sia, per lo più, di natura maligna) che popola l'immaginario popolare del Marocco.
A differenza della sua rivale Aisha Kandisha non incute timore ed è molto amata, si dice sia molto bella e che parli una indefinita lingua straniera. La mitologia dice che si veste molto elegantemente e appare spesso vestita di viola e ha sempre un buon profumo addosso.
Quando era un essere umano, sarebbe stata una principessa libertina e ribelle di Fez, figlia di un non meglio specificato sultano della dinastia alawita, vissuta nel XVIII secolo.
Esattamente come i moltissimi jinn del folklore marocchino, Lallā Malīka viene invocata spesso nella musica e nei rituali atti a far entrare in trance dai gruppi terapeutico-musicali degli hmadcha, dei jilala, dei gnawa e degli Aissawa. A differenza di Aisha Kandisha (che, quando viene invocata nei seguenti rituali, induce le donne partecipanti in stato di trance a farle urlare, rotolare per terra e piangere), l'invocazione di Lalla Malika non crea effetti così drammatici, e quando viene invocata le donne iniziano a ridacchiare.

Si dice che ami avere rapporti sessuali con gli uomini. È conosciuta e invocata con vari appellativi: Shrifa el-'Alawia ("al-Sharīfa al-ʿAlawiyya", la Nobile Alawita), Shrifa el-Hassania ("al-Sharīfa al-Ḥasaniyya", la Nobile hasanide), Moulet er-rouaieh (la Signora dei bei profumi), Moulat el-Kfaten (la Signora dei caffettani),  bent es-Sultan ("bint al-Sultan", la figlia del Sultano).